# Zgodovinar
Zgodovinar je človek (raziskovalec), ki (ljubiteljsko ali kot znanstvenik poklicno) raziskuje zgodovino. Čeprav lahko pojem poljubno pripisujemo obema zvrstema zgodovinarjev (ljubiteljskim in poklicnim), se danes izraz »zgodovinar« uporablja le za osebe, katerih delo na področju zgodovine je priznano. Ker vsako novo spoznanje izhaja le iz vira, je njegova prva naloga zbiranje in ohranjanje virov iz preteklosti.